# Крюково (бывший посёлок, Зеленоград)
Крю́ково — бывший посёлок городского типа Московской области при станции Крюково, вошедший в 1970 и 1987 годах в состав города Зеленограда.

## История
Впервые (как деревня) упоминается в упоминается в писцовой книге 1584/1586 годов. Название происходит от русского некалендарного имени Крюк. Историк C. Б. Веселовский предполагал, что название может быть связано с именами бояр Ивана и Бориса Крюков, живших на рубеже XIV—XV вв.
Изначально и до середины XIX века располагался на территории нынешнего района Старое Крюково (к северу-востоку от нынешней станции Крюково). В частности, в Крюково, в своей усадьбе, жил декабрист Михаил Александрович Фонвизин.
В 1851 году рядом с деревней была проложена Николаевская (ныне Октябрьская) железная дорога и построена станция III класса — Крюково, рядом с которой впоследствии возник посёлок железнодорожников.
В 1938 году деревня Крюково, посёлок железнодорожников и деревня Скрипицыно были официально объединены в посёлок Крюково.
В 1941 году во время Битвы за Москву в районе станции Крюково проходила линия обороны советских войск, и непосредственно в районе станции действовала 8-я гвардейская стрелковая дивизия (Панфиловская дивизия).
В 1970 году территория посёлка к северу от железной дороги была передана городу Зеленограду (ныне эта часть образует район Старое Крюково). Дальнейшее развитие оставшейся, южной части посёлка было запланировано через присоединение к нему деревень Каменка, Михайловка и Александровка и переносом центра в Михайловку. Однако уже в 1987 году эти и ряд других территорий были также присоединены к городу Зеленограду и ныне образуют район Крюково.

## Известные уроженцы
- Ловчев, Евгений Серафимович (род. 1949, советский футболист)
- Марченко, Геннадий Васильевич (род. 1940, испытатель парашютно-авиационной техники)